# Talpur
Els talpurs fou una dinastia que va governar al Sind del 1783 al 1843 i només a Khairpur sota protectorat britànic entre 1843 i 1947, i dins del Pakistan fins al 1955.
Els talpurs eren una tribu balutxi; el seu cap Mir Bahram estava al servei dels kalhores el 1740. Contra Ghulam Nabi Khan es va revoltar el cap talpur Mir Bijar (1778) que tenia el suport militar, i que va matar el príncep kalhora en la batalla; el germà d'aquest príncep, Abd al-Nabi Khan, va pujar al tron i va arribar a un acord amb Mir Bijar que va esdevenir ministre. El 1781 un exèrcit afganès va envair Sind inferior (dominaven encara el Sind superior) que no pagava el tribut corresponent des de feia temps i Mir Bijar els va derrotar prop de Shikarpur el que de fet va convertir el Sind en plenament independent. Però Abd al-Nabi Khan va fer assassinar al seu victoriós general i ministre (1781). Abd Allah Khan Talpur, fill de l'assassinat, es va revoltar i va agafar el poder posant al tron a Sadiq Ali, mentre Abd al-Nabi fugia a Kalat des d'on va intentar recuperar el tron; finalment va aconseguir el seu propòsit amb ajut d'un exèrcit afganès i Abd Allah el va haver de reconèixer com a sobirà; però poc després el va fer matar com havia passat amb el seu pare; llavors un parent de nom Mir Fateh Ali, amb el suport de l'exèrcit, es va revoltar i va enderrocar a Abd al-Nabi; un intent per recuperar el tron no va tenir èxit i Mir Fateh Ali el va derrotar i el va obligar a fugir a Jodhpur (on els seus descendents foren notables durant el domini britànic). Mir Fateh Khan es va proclamar sobirà o rais del Sind ontenint el reconeixement de Shah Zaman de l'Afganistan amb un firman. Característica dels talpur fou l'existència de dues branques, la de Hyderabad o Shahdapur (Sind Central) i la de Mirpur o Manikani (a Khairpur). El nebot de Fateh, Mir Sohrab Khan, es va establir a Rohri i després a Mirpur; el seu fill Mir Tharo Khan a Shahbandar i després a Khairpur. Cadascun ocupava un territori de fet com a sobirà independent però amb un formal reconeixement del cap de la nissaga a Hyderabad. Per complicar més el govern, Fateh va associar al poder als seus tres germans petits, Ghulam Ali, Karram Ali i Murad Ali.
Fateh va dedicar atenció a la recuperació de Karachi (venuda al kan de Kalat) i Umarkot. La primera fou ocupada el 1795. La segona, dominada pels raja de Jodhpur, va restar fora del seu control uns quants anys. El 1799 la Companyia Britànica de les Índies Orientals va intentar establir relacions comercials i reobrir la factoria de Thatta. Una factoria es va obrir a Karachi el setembre de 1799 però fou tancada un any després per una orde peremptòria del mir. El 1801 Fath Ali va morir deixant un fill Sobhdar, però llegant el govern als seus tres tres germans El 1809 es va fer un acord amb la Companyia, pel qual els britànics intentaven excloure als francesos del comerç del Sind.
Dels tres germans governants a Hyderabad, Ghulam Ali va morir el 1811 deixant un fill Mir Muhammad però quedant el poder en mans dels dos germans sobrevivents. Just aquest any es va reconquerir Umarkot del maharajà de Jodhpur. Entre 1809 i 1824 diverses parts del Sind superior com Burdika, Rupar o Sukkur i altres que estaven sota sobirania afganesa, van ser annexionades als dominis dels prínceps talpurs Sohrab, Rustam i Mubarak. Shikarpur va quedar com únic territori en mans dels afganesos fins al 1824 quan es va retirar Rahim Dil Khan. Llavors va exercir el govern Abdul Mansur Khan i els sikhs de Lahore van planejar un atacar la ciutat. El general Ventura estava preparat amb una força a Dera Ghazi Khan i els mirs de Sind Karam i Murad Ali d'Haidarabad, i Sohrab, Rustam i Mubarak de Khairpur van veure l'avantatge que suposaria per ells dominar Shikarpur i van enviar a Nawab Wali Muhammad Khan Lughari per expulsar els afganesos; el nawab va escriure al governador Mansur Khan al·legant que la conquesta de la ciutat pels sikhs suposava un perill i que els afganesos no estaven en posició d'oposar-se als sikhs i calia docs deixar la ciutat a qui ho pogués fer i més si els talpurs, com els afganesos, eren musulmans. El governador perplex no va saber reaccionar; els talpurs van reunir un exèrcit als murs de la ciutat oficialment per ajudar a defensar-la contra els sikhs. El nawab no va parar d'intentar convèncer el governador de deixar la ciutat als talpurs i finalment Abdul Mansur Khan va acordar la sortida; Dilawar, khitmatgar del nawab, va entrar a la ciutat i va establir el quarter general a la casa de Shaukar Muya Ram, ordenant notificar el canvi de govern als mercats i carrers; no hi va haver resistència. Les taxes de la ciutat es van repartir entre els mirs d'Hyderabad (quatra parts) i de Khairpur (tres parts). Com a nou governador fou nomenat Kazim Shah.
El 1825 la tribu balutxi dels khoses va fer certes incursions al Cutch i els britànics van considerar necessari fer una demostració militar preventiva. Dels dos germans que quedaven al govern d'Hyderabad, Karram Ali va morir el 1828 sense fills i va deixar sol a Murad Ali. El 1830 aquest va permetre, després de diversos retards, que el tinent britànic Alexander Burnes (després Sir) pogués remuntar el riu Sind en missió d'exploració portant alguns regals enviats pel rei d'Anglaterra per a Ranjit Singh de Lahore. Murad Ali va morir poc després (1832) i va deixar dos fills que van exercir el govern i van signar un acord amb els britànics de caràcter comercial, pel qualels comerciants i mercaders podrien utilitzar els camins del Sind però cap britàni es podria establir al territori. A aquest tractat es van adherir els mirs de Khairpur (1833).
El 1833 durant el govern talpur, el destronat emir afganes Shah Shuja, va fer una expedició al Sind Superior per recuperar el seu territori perdut i va avançar via Bahawalpur cap a Shikarpur. Prop de Khairpur es va trobar amb Kazim Shah (que ja no era governador de la ciutat), que el va escortar cap a Shikarpur amb honors i hi va romandre 40 dies, rebent 40.000 rupies per sortir, però quan va haver cobrat no va voler marxar. Els seus partidaris al Sind occidental eren nombrosos i es va erigir en el seu cap; va nomenar oficials a diversos llocs i va començar a legislar. Els mirs estaven indignats i els balutxis es van revoltar contra l'afganès. Un exèrcit de balutxis sota el mir Mubarak Ali i Zangi Khan, va travessar el riu a Rohri i va prendre posicions a Sukkur, mentre Shah Shuja enviava una força de dos mil homes sota el seu lloctinent Samandhar Khan, per fer-los front. Els mirs estaven a la vora del canal Lalawah quan foren atacats pels afganesos; els balutxis foren sorpresos i es van desbandar sent derrotats. Els mirs van haver de pagar un fort tribut a Shah Shuja (40.000 lliures) més 5000 lliures pels seus oficials, i 500 camells. Llavors l'emir va marxar en expedició contra Kandahar però derrotat per Dost Muhammad, va retornar al Sidn anant a Hyderabad on va aconseguir dels mirs suficient diners per anar a Ludhiana al Panjab.
El 1835 el coronel Pottinger va obtenir el permís per explorar la costa del Sind i el delta de l'Indus; com que la missio no portava comerciants els mirs van interpretar malament el sentit de l'expedició. Hyderabad fou adornada aquestos anys amb grans edificis i també la ciutat de Khudabad, entre els quals les mateixes tombes dels mirs. El dos mirs d'Hyderabad després del 1839 van compartir amb els seus cosins Mir Muhammad i Sobhdar.
El 1838 es va iniciar la primera Guerra Angloafganesa i es va considerar necessari enviar tropes britàniques a l'Indus tot i una clàusula del tractat que expressament prohibia aquesta eventualitat i l'ús del riu com a via militar. Lord Auckland ho va considerar una emergència tan gran que va eliminar el text de l'acord subscrit. El desembre de 1838 una for britànica manada per Sir John Keane va desembarcar al Sind, però no va poder fer res degut als obstacles que trobava al seu camí i que els mirs no li facilitaven carruatges i provisions. Després d'una amenaça de marxar contra Hyderabad, finalment Sir John Keane va aconseguir seguir la seva ruta; donat la situació hostil del país es va enviar una força de reserva des de Bombai (1839) per establir-se al Sind; la guarnició balutxi a Manora, prop de Karachi, va intentar prevenir el desembarcament d'aquesta força i els britànics van ocupar el fort. Més tard de 1839, per un tractat dels mirs d'Hyderabad i els britànics, aquestos van acceptar pagar 23 lakhs a Shah Shuja, a canvi del tributs deguts, d'admetre una força britànica de fins a 5000 homes amb el cost a càrrec dels mirs i a abolir tots els drets de duana dels bots comercials a l'Indus. Els mirs de Khairpuir van signar un tractat similar, excepte en la part del pagament de la força britànica. Els britànics es van establir al fort de Bukkur, en el marc d'aquest acord. En endavant una flotilla comercial va poder navegar per l'Indus sense problems. Nur Muhammad, el mir sènior de Hyderabad va morir el 1841 i el govern va passar al seu fill i als dos cosins, conjuntament amb l'oncle Nasir Khan.
El 1842 Sir Charles Napier va arribar al Sind amb una força militar, amb autoritat per actuar al Baix Sind, i va proposar noves condicions als mirs que s'havien endarrerit en el pagament dels tributs acordats. Napier va exigir la cessió de Karachi, Thatta, Sukkur, Bukkur i Rohri a perpetuïtat. Després d'alguna demora i d'una lleu demostració militar, el tractat fou signat el febrer de 1843. L'exèrcit no hi va estar d'acord, va esclatar la guerra i va concloure amb la conquesta del Sind pels britànics i la formació de la província britànica del Sind.
 Branca de Hyderabad
- Fateh Ali Khan (a Hyderabad) 1783-1801
- Ghulam Ali, associat 1783-1801, mir 1801-1811
- Karram Ali (Karim Ali), associat 1783-1811, mir 1811-1828
- Murad Ali, associat 1783-1828, mir 1828-1832
- Nur Muhammad Khan (fill de Murad) 1832-1841
- Nasir Khan, associat (germà) 1832-1841, mir 1841-1843
- Mir Muhammad (fill de Ghulam) 1840-1843
- Sobhdar (fill de Fateh) 1840-1843
- Husayn Ali (fill de Nur Muhammad) 1841-1843

Branca de Mirpur i Khairpur
- Tharo Khan 1783-1829
- Sher Muhammad 1829-1843
- Mir Sohrab Khan 1783-1811
- Rustam Ali Khan 1811-1842 (fill)
- Mubarak Ali Khan 1829-1839 (germà)
- Nasr Khan 1839- ?
- Ali Murad Khan I 1842-1894 (fill de Rustam)
- Faiz Mohammad Khan I 1894-1909
- Imam Bakhsh Khan 1909-1921
- Ali Nawaz Khan 1921-1935
- Faiz Mohammad Khan II 1935-1947
- Ali Murad Khan II 1947-1955